# Kapłanowicze
Kapłanowicze (biał. Капланавічы, Kapłanawiczy; ros. Каплановичи, Kapłanowiczi) – wieś na Białorusi, w obwodzie mińskim, w rejonie kleckim, w sielsowiecie Czerwona Gwiazda, nad Łanią.

## Historia
W dwudziestoleciu międzywojennym leżały w Polsce, w województwie nowogródzkim, w powiecie nieświeskim, w gminie Hrycewicze. W 1921 miejscowość liczyła 460 mieszkańców, zamieszkałych w 76 budynkach, wyłącznie Polaków. 440 mieszkańców było wyznania prawosławnego, 16 rzymskokatolickiego i 4 mojżeszowego.
Po II wojnie światowej w granicach Związku Sowieckiego. Od 1991 w niepodległej Białorusi.